# Anastoechus
Anastoechus is een vliegengeslacht uit de familie van de wolzwevers (Bombyliidae). De wetenschappelijke naam van het geslacht werd voor het eerst geldig gepubliceerd in 1877 door Carl Robert Osten-Sacken.

## Soorten
- A. andalusiacus Paramonov, 1930
- A. barbatus Osten Sacken, 1877
- A. bitinctus Becker, 1916
- A. exalbidus (Wiedemann in Meigen, 1820)
- A. hessei Hall, 1958
- A. hyrcanus (Pallas, 1818)
- A. latifrons (Macquart, 1839)
- A. leucothrix Hall and Evenhuis, 1981
- A. melanohalteralis Tucker, 1907
- A. nitidulus (Fabricius, 1794)
- A. setosus (Loew, 1855)
- A. stramineus (Wiedemann in Meigen, 1820)
- A. trisignatus (Portchinsky, 1881)